# Пинк
Пинк (Pink, P!nk) е сценичният псевдоним на Алиша Бет Мур (Alecia Beth Moore) – американска поп, рок, R'n'B, соул, индипендънт изпълнителка, композитор, текстописец, музикален продуцент, с независими актьорски, режисьорски, танцови и акробатични изяви.
Кариерата ѝ набира популярност от 2000 г. насам. С шест студийни албума, една компилация, шест концертни турнета, многобройни челни позиции в световните музикални класации, 2 награди „Грами“, 5 музикални награди на MTV, 2 награди „Брит“ и над 34 милиона продадени албума, през 2009 г. Пинк оглавява класацията на Билборд за поп-изпълнител на десетилетието (2000 – 2010 г.). През 2011 е на 6 място за най-печелищите жени в музиката, с печалба от 22 милиона долара.
През 2013 тя е в класацията на списанието Форбс за най-скъпо платените музиканти, с печелба от 32 милиона долара.

## Ранни години
Пинк е родена като Алиша Бет Мур на 8 септември 1979 г. в гр. Дойлстаун, щат Пенсилвания, САЩ, в семейството на Джудит Мур (медицинска сестра от еврейски произход) и Джеймс Мур-Младши (военен ветеран от Виетнам, католик). Има с две години по-голям брат – Джейсън.
Любовта ѝ към музиката е силно повлияна от баща ѝ, който в детството ѝ често свирел на китара, изпълнявал заедно с нея собствени и популярни парчета, и самият той мечтаел да е рок-звезда.
Алиша прекарва ранните си години във фамилната къща в Дойлстаун, където още от дете се изявява с участия в местни артистични програми и конкурси.
През 1987 г. родителите ѝ се развеждат, като 8-годишната Алиша и брат ѝ остават под попечителството на майката. Съкрушена от съпътстващите развода семейни скандали и раздялата с баща си, тя намира утеха единствено в музиката.
Поверена на целодневно работещата си майка, тя навлиза в тежък тийнейджърски период. Започва да пуши още на 9 г., на 12 експериментира с различни видове дрога, на 14 вече се бори с алкохолната зависимост, прекратява обучението си в местната гимназия, често задържана в местния полицейски участък за различни вандалски и криминални прояви, разпространение на дрога, кражби и др.
„Толкова пъти съм била на крачка от смъртта като малка. Опирали са ми пистолет в главата, и какво ли още не. Има толкова много деца без мечти и цели в живота, които лесно могат да се забъркат в разни опасни престъпления. Аз лично съм погребвала приятели. Родителите ми се опитваха да ме изправят някак, но все не им се получаваше. Никой не можеше да ми дава акъл. На всекиго казвах: Че какъв си ти? Можеш да ме целунеш отзад.“ – спомня си Пинк.
Отхвърлена от обществото и отчуждена от собствените си родители, тя се затваря в себе си и намира отдушник на чувствата си в страстта към изкуството.
Поради неконтролируемото ѝ поведение и непрестанните конфликти с майка ѝ, Алиша е изгонена от дома си и на 15-годишна възраст се мести при баща си и новото му семейство във Филаделфия.

## Kариера

### Първи стъпки в музикалната сцена
През тежката емоционална криза, в която изпада след развода на родителите си, и мрачния пубертет, единственото, което я крепи, е музиката. Силно влияние върху вдъхновението ѝ оказва творчеството на Линда Пери (4 Non Blondes), Джанис Джоплин, Бет Мидлър, Стивън Тайлър (Aerosmith), Фреди Меркюри (Queen), Били Джоел, Мадона, Майкъл Джексън, Indigo Girls, Дон Маклийн, 2Pac, Notorious B.I.G. и др.
Още от дете Алиша се изпълнява кънтри песни на събиранията, провеждани в Дойлстаун в чест на ветераните от Виетнам, и пее госпъл в хора на местната баптистка църква.
На 13-годишна възраст тя се присъединява като вокалистка към тийнейджърската пънк-рок банда „Middleground“.
За няколко месеца „Middleground“ добиват популярност и печелят няколко конкурса на локално ниво, но след загуба на надпяване с конкурентна банда – „The Jetsists“, групата претърпява перипетии и се разпада.
По-късно, след преместването при баща ѝ, 15-годишната Алиша се впуска в нощния живот на Филаделфия. Една вечер се качва на сцената в един от местните клубове и привлича вниманието на посетителите с кавър на Мери Джей Блайдж. Афроамериканската публика е очарована от диапазона на пеещото соул бяло момиче. От този момент нататък тя бързо набира популярност на местната клубна сцена, изоставя тежкия тийнейджърски период зад гърба си и се отдава изцяло на певческите си изяви.

### Групата „Choice“
През 1995 г. 16-годишната Алиша Мур, заедно с две други момичета – Криси Конуей и Шарън Фланагън, основават базираната в Ню Джърси женска R'n'B-група Choice. Демо на тяхната първа песен „Key To My Heart“ е изпратено в офиса на звукозаписната компания LaFace Records, Атланта, Джорджия. Президентът на LaFace Records – Ел Ей Рийд, е изумен от R'n'B-звученето на трите бели момичета. Той урежда полет на групата до Атланта и след прослушване сключва звукозаписен договор с тях, подписан от името на родителите им, тъй като до момента нито една от тях не е навършила пълнолетие. Момичетата се местят в Атланта, където в продължение на две години живеят под един покрив и записват първия си албум. През 1996 г. песента „Key To My Heart“ е включена в саундтрака на филма „Kazaam“.
В края на 1997 г. „Choice“ дебютират пред обществото на музикалния бизнес със свое изпълнение на коледното парти на LaFace Records. По време на изпълнението, вокалите и присъствието на Алиша се открояват осезаемо на фона на останалите две момичета, чието слабо представяне се оказва провал за участието на групата. След несполучливата им изява Ел Ей Рийд решава да прекрати договора си с тях и отменя издаването на дебютния им албум, като поставя Алиша пред ултиматум – тя е принудена да избира между възможността да напусне LaFace Records заедно с колежките си, или да се раздели с групата и да остане в LaFace като самостоятелен артист.
Алтернативата да изостави момичетата, към които е силно привързана, е изключително тежък избор за нея. След предоставения ѝ срок за размисъл тя взема решение да поеме по пътя на самостоятелната кариера, като на по-късен етап ангажира Криси и Шарън с изпълнението на беквокалите в първия си самостоятелен албум. Седмица по-късно се появява в офиса на LaFace Records с изцяло нова външност – късо подстригана ярко розова коса, и започва работа по записването на дебютния си албум под псевдонима Пинк.

### Първи самостоятелен албум „Can't Take Me Home“
Първият самостоятелен албум на Пинк, озаглавен „Can't Take Me Home“, е издаден на 4 април 2000 г. в САЩ и на 18 септември 2000 г. във Великобритания от звукозаписната компания LaFace Records. С осъществяването му се ангажират автори и продуценти, изиграли ключова роля в кариерите на TLC, Destiny's Child, Алия, Тони Бракстън, Марая Кери, Уитни Хюстън и др. Албумът съдържа 13 песни, 7 от които написани с авторско участие на самата Пинк. Музиката е съвременно R'n'B, а текстовете засягат темите за любовта, раздялата, междуполовите взаимоотношения и женската еманципация.
С над 2 милиона продадени копия в САЩ, „Can't Take Me Home“ се изкачва до 21-ва позиция в класацията „Billboard 200“ за най-продавани албуми.
Албумът реализира три сингъла:
- „There You Go“ (2000 г.), една от авторските песни на Пинк, достига #2 и платинен статут с над 70 000 продадени копия в Австралия, #7 и златен статут в САЩ.
- „Most Girls“ (2000 г.), достигнал #1 и платинен статут в Австралия, #4 в САЩ.
- „You Make Me Sick“ (2001 г.), достигнал #25 и златен статут в Австралия, #52 в САЩ. Включен е в саундтрака на филма „Save The Last Dance“ (2001 г.).

С екстравагантната си външност, андрогинно излъчване и феминистки послания Пинк се доближава до индивидуализма на R'n'B артисти като женската група TLC, певицата Келис и др.

### Сингълът „Lady Marmalade“
В началото на 2001 г., заедно с Кристина Агилера, Лил Ким и Мая, Пинк записва кавър на песента „Lady Marmalade“ от 1974 г., на женската вокална група Labelle. Кавърът е с автентичното R'n'B – соул – фънк звучене на вокалите от оригинала, изпълнени върху осъвременен аранжимент от Пинк, Кристина и Мая, с добавени хип-хоп елементи в изпълнение на Лил Ким, и специалното участие на Миси Елиът в интрото и аутрото на песента.
Песента е записана като част от саундтрака на филма Moulin Rouge (2001 г.), и е първият сингъл от саундтрак-албума към него, издаден самостоятелно на 27 март 2001 г. от Interscope Records, и продуциран от Миси Елиът и Рокуайлдър.
Той достига #1 по продажби в САЩ, Бразилия, Аржентина и редица европейски държави, 2x платинен статут в Австралия, платинен в Германия, Белгия, Холандия, Швеция, Норвегия и Швейцария, златен във Великобритания и Австрия, и сребърен във Франция.
Автентичната вокалност на песента предоставя на Пинк възможност да изяви гласовите си способности извън съвременното R'n'B звучене, с което публиката я познава до момента. Първоначално Кристина, изпълнителката с най-дългогодишен опит на поп-сцената измежду четирите, предявява претенции към изпълнението по-голямата част от вокалите, но Пинк категорично се противопоставя на желанието ѝ и участието е разпределено равномерно помежду им.
Песента печели първата награда Грами в кариерата на Пинк, в категорията „Най-добро групово вокално поп изпълнение“ (2001 г.), награда на „Radio Music Awards“ за песен на годината (2001 г.), награда на „Teen Choice Awards“ за песен на лятото (2001 г.) и награда на BMI (Broadcast Music Incorporated) за най-добра песен (2002 г.).
Видеоклипът към песента, режисиран от Пол Хънтър, представя четирите изпълнителки като кабаретни актриси сред декори, наподобяващи атмосферата на Мулен Руж в началото на 20 век.
Видеото печели наградите на MTV за най-добър филмов видеоклип и видеоклип на годината (2001 г.), награда на ASCAP (Американската общност на композиторите, авторите и музикалните издатели) за най-добър видеоклип (2002 г.), награда на списание Billboard за най-добра режисура (2002 г.), награда на MVPA (Асоциация на музикалните видео-производители) за най-добър стайлинг (2002 г.), както и други локални номинации от различни части на света.

### Сътрудничество с Линда Пери
Въпреки успеха на дебютния ѝ албум, Пинк се чувства творчески неудовлетворена от наложеното ѝ от LaFace комерсиално звучене и R'n'B стил.
Невъзможността да изрази себе си чрез музиката, която прави, я кара да потърси сътрудничеството на тийнейджърския си идол – Линда Пери, вокалистка на забравената по това време рок група от началото на 90-те „4 Non Blondes“.
Линда, която междувременно се е оттеглила от музикалната сцена, припознава в нейно лице самата себе си като дебютиращ артист и с готовност откликва на молбата ѝ за съдействие. Творческият и емоционален синхрон между двете прераства в едно продуктивно сътрудничество и предразполага Пинк към дълго търсената музикална откровеност. Тя се установява в дома на Линда в Лос Анджелис, оборудван със собствено звукозаписно студио, където в продължение на два месеца живее и твори под нейното музикално наставничество. Двете записват демо-версии на песните за предстоящия ѝ албум с преобладаващо пънк-рок звучене и Пинк ги представя за прослушване в LaFace Records.
Ел Ей Рийд е скептичен по отношение на успеха на подобен проект и категорично се противопоставя на рязкото отклонение от R'n'B стила, на който Пинк дължи популярността си до момента. Въпреки това, Пинк е решена с цената на всичко да заложи на индивидуалитета.

## Личен живот
През 2001, Пинк се запознава с професионалния мотоциклетист Кари Харт. След години партньорство, на 7 януари 2006 сключват брак в Коста Рика. След месеци спекулации за развеждането им, през 2008 тя потвърждава това с песента „So What?“. През февруари 2010, тя обявява че с Кари са заедно. На 2 юни 2011 Пинк му ражда първото им дете, дъщеря им (Уилол).

## Дискография

### Студийни албуми
- Can't Take Me Home (2000)
- Missundaztood (2001)
- Try This (2003)
- I'm Not Dead (2006)
- Funhouse (2008)
- The Truth About Love (2012)
- Beautiful Trauma (2017)
- Hurts 2B Human (2019)
- Trustfall (2023)

### Компилации
- Greatest Hits... So Far (2010)

### Live албуми
- Funhouse Tour: Live in Australia (2010)
- All I Know So Far: Setlist (2021)
- Trustfall Tour Deluxe Edition (2023)

### Сингли
- There You Go (2000)
- Most Girls (2000)
- You Make Me Sick (2001)
- Lady Marmalade (2001)
- Get The Party Started (2001)
- Don't Let Me Get Me (2002)
- Just Like A Pill (2002)
- Family Portrait (2002)
- Feel Good Time (2003)
- Trouble (2003)
- God Is A DJ (2004)
- Last To Know (2004)
- Stupid Girls (2006)
- Who Knew (2006)
- U + Ur Hand (2006
- Nobody Knows (2006)
- Dear Mr. President (2006)
- Leave Me Alone (I'm Lonely) (2007)
- So What (2008)
- Sober (2008)
- Please Don't Leave Me (2009)
- Bad Influence (2008)
- Funhouse (2009)
- I Don't Believe You (2009)
- Glitter In The Air (2010)
- Raise Your Glass (2010)
- Fuckin' Perfect (2010)
- Bridge of Light (2011)
- Blow Me (One Last Kiss) (2012)
- Try (2012)
- Just Give Me A Reason (2013)
- True Love (2013)
- Walk of Shame (2013)
- Are We All We Are (2013)
- Today's the Day (2015)
- Just like fire (2016)
- What About Us (2017)
- Beautiful Trauma (2017)
- Whatever You Want (2018)
- Secrets (2018)
- A Million Dreams (2018)
- Walk Me Home (2019)
- Can We Pretend (2019)
- Hurts 2B Human (2019)
- Love Me Anyway (2019)
- Cover Me in Sunshine (2021)
- All I Know So Far (2021)
- Never Gonna Not Dance Again (2022)
- Trustfall (2023)
- When I Get There (2023)
- All Out Of Fight (2023)

### Видео албуми
- Pink: Live in Europe (2006)
- Live from Wembley Arena, London, England (2007)
- Funhouse Tour: Live in Australia (2009)
- The Truth About Love Tour: Live from Melbourne (2013)

## Филмография
| Година | Филм                            | Роля                |
| ------ | ------------------------------- | ------------------- |
| 2000   | Ski To The Max                  | Себе си             |
| 2002   | Rollerball                      | Рок певица          |
| 2003   | Charlie's Angels: Full Throttle | Коул-боул промоутър |
| 2007   | Catacombs                       | Каролин             |
| 2009   | SpongeBob's Truth or Square     | Себе си             |
| 2010   | Get Him to the Greek            | Себе си             |
| 2011   | Весели крачета 2                | Глория (глас)       |
| 2012   | Thanks for sharing              | Dede                |

## Турнета
В ранен етап от кариерата си Пинк се изявява като подгряващ артист в турнета на Лени Кравиц, 'N Sync, Джанет Джексън, Джъстин Тимбърлейк.
Самата тя има 4 световни и 1 европейско турне.
Единственият планиран концерт на Пинк в България, насрочен за 1 юли 2007 г. на стадион „Академик“ – гр. София, в рамките на турнето „I'm Not Dead“, е първоначално отложен с два дни, а впоследствие и отменен поради лошо здравословно състояние.
- Party Tour (2002)
- Try This Tour (2004)
- I'm Not Dead Tour (2006 – 2007)
- Funhouse Tour (2009)
- The Funhouse Summer Carnival Tour (2010)
- The Truth About Love Tour (2013 – 2014)
- Beautiful Trauma World Tour (2018 – 2019)

## Награди

### Награди Grammy
- Най-добър поп дует/група:"Lady Marmalade" (2002)
- Най-добро женско рок изпълнение: „Trouble“ (2004)

### Награди на MTV и MTV Европа
- Видео на годината: „Lady Marmalade“ (2001)
- Най-добро видео от филм: „Lady Marmalade“ (2001)
- Най-добро женско видео: „Get The Party Started“ (2002)
- Най-добро денс видео: „Get The Party Started“ (2002)
- Най-добро поп видео: „Stupid Girls“ (2006)
- Най-добра песен „Get The Party Started“ (2002)
- Най-добри женски вокали(won)(2002)

### Други
- Best Musical Buddy (won) (2006)(AIM Buddy Awards)
- Best Pop New Artist Clip of the Year: „There You Go“ (won) (2000)(Billboard Music Video Awards)
- Director of the Year (Paul Hunter): „Lady Marmalade“ (won) (2001)(Billboard Music Video Awards)
- Best New Female Artist (won) (2000)(Billboard Magazine)
- Favorite Female Artist (won) (2001)(Blockbuster Entertainment Awards)
- „Lady Marmalade“ (won) (2002) (BMI Award)
- Best International Female Artist (won) (2003)(Brit Awards)
- Popular Duo/Group Video: „Lady Marmalade“ (won) (2002)(Channel [V] Thailand Music Video Awards)
- International Solo Artist of the Year (won) (2006) (Glamour Magazine)
- Favourite Female Singer (won) (2002)(Kids' Choice Awards)
- Favourite Female Singer (won) (2002)(Kids' Choice Awards)
- Best International Artist (won) (2002)(MTV Video Music Award (Latin America))
- Best Video from a Film: „Feel Good Time“ (won) (2004)(MTV Video Music Awards (Japan))
- Download of the Year: „Who Knew“ (won) (2007)(MTV Australia Video Music Awards (Australia))
- Best Female Artist: „U + Ur Hand“ (won) (2007)(MTV Australia Video Music Awards (Australia))
- 20 Times at No.1 on TRL Germany: „Who Knew“ (won) (2006)(MTV Germany Golden Tape)
- My Favorite Video: „Lady Marmalade“ (won) (2001)(My VH1 Awards)
- Is It Hot in Here or Is It Just My Video: „Lady Marmalade“ (won) (2001)(My VH1 Awards)
- Best Styling in a Video: „Lady Marmalade“ (won) (2002)(MVPA Video Award)
- Favorite Female Artist (won) (2001)(Nickelodeon Kids' Choice Awards)
- Best New Artist (won) (2001)(Nickelodeon Kids' Choice Awards)
- Favorite Female Singer (won') (2002)(Nickelodeon Kids' Choice Awards)
- Favorite Song: „Get The Party Started“ (won) (2002)(Nickelodeon Kids' Choice Awards)
- Best Belly Button (won) (2002)(Premios Conexion MTV (Conexion MTV Awards, Latin America))
- Best Video: „Get The Party Started“ (won) (2002)(Q Awards)
- Song of the Year Top 40 Pop Radio: „Lady Marmalade“ (won) (2001)(Radio Music Awards)
- Best International Album: I'm Not Dead (won) (2007)(Rockbjörnen Awards)
- Song of the Summer: „Lady Marmalade“ (won) (2001)(Teen Choice Awards)
- Best Video of the Year: „Lady Marmalade“ (won) (2002)(TMF Awards Holland)
- Best Video of the Year: „Lady Marmalade“ (won) (2001)(TMF Awards Belgium)
- Best American Pop (won) (2003)(World Music Awards)
- Best Rock Female Artist (won) (2003)(World Music Awards)
- Best Fun Video: „Stupid Girls“ (won) (2006)(Yahoo Online Music Video Awards)